# Paul Conrath
Pour les articles homonymes, voir Conrath.
Paul Conrath, né le 22 novembre 1896 à Rudow (près de Berlin) et mort le 15 janvier 1979 à Hambourg, était un General der Fallschirmtruppe allemand au sein de la Luftwaffe dans la Wehrmacht pendant la Seconde Guerre mondiale.
Il a reçu la croix de chevalier de la croix de fer avec feuilles de chêne (en allemand : Ritterkreuz des Eisernen Kreuzes mit Eichenlaub). Cette décoration et son grade supérieur sont attribués pour un acte de bravoure extrême sur le champ de bataille ou un commandement avec un succès militaire.

## Biographie
Le 10 août 1914, Conrath s'engage comme volontaire de guerre et candidat officier dans le 4e régiment d'artillerie de campagne de la Garde. Après sa formation de base, il est affecté en octobre 1914 au 44e régiment d'artillerie de campagne de réserve. C'est avec cette unité qu'il est transféré sur le front occidental en France. En octobre 1916, il est affecté comme officier de batterie, promu lieutenant le 1er mars 1917 et nommé peu de temps après officier d'ordonnance au sein du 66e régiment d'artillerie de campagne. Il conserve cette position jusqu'à la fin de la guerre. Conrath réussit à rester dans la Reichswehr pendant l'entre-deux-guerres et il entra plus tard dans la Luftwaffe. Conrath se voit confier le commandement de la division d'élite Hermann Goering en 1940 et la dirige pendant les campagnes en Union soviétique, en Afrique du Nord et en Italie.  
En 1944, il a été honoré par l'église catholique en Italie pour avoir veillé à ce que les trésors de Monte Cassino ne soient pas détruits lors de la bataille contre les alliés, utilisant du carburant et des troupes pour retirer des livres et des biens du monastère et les transporter à Rome et au Vatican. En avril 1944, Hanns-Horst von Necker le remplaça en tant que commandant de la division. 
Il est décédé en 1979 à Hambourg, en Allemagne de l'Ouest, à l'âge de 82 ans.

## Décorations
- Croix de fer (1914)
  - 2e classe
  - 1re classe
- Croix d'honneur
- Agrafe de la croix de fer (1939)
  - 2e classe
  - 1re classe
- Médaille de service de longue durée de la Wehrmacht (Dienstauszeichnung) 4e classe
- Bande de bras Afrika
- Croix allemande en or (18 mai 1944)
- Croix de chevalier de la croix de fer avec feuilles de chêne
  - Croix de chevalier le 4 septembre 1941 en tant que Oberst
  - 276e feuilles de chêne le 21 août 1943 en tant que Generalmajor
- Mentionné dans le bulletin radiophonique Wehrmachtbericht (18 août 1943)